# Ninoxe de Rote
Ninox rotiensis
Pour l’article ayant un titre homophone, voir Ninoxe boubouk.
Espèce
Statut de conservation UICN

 NT  : Quasi menacé
Statut CITES
La Ninoxe de Rote (Ninox rotiensis) est une espèce d'oiseaux de la famille des Strigidae.

## Répartition
Cette espèce est endémique de l'île de Rote (Indonésie).

## Description
L'holotype de Ninox rotiensis, une femelle, mesure 270 mm et pèse 146 g.

## Systématique
Le nom valide complet (avec auteur) de ce taxon est Ninox rotiensis Johnstone (d) & Darnell (d), 1997.
La Ninoxe de Rote a été initialement décrite comme une sous-espèce de la Ninoxe boubouk (Ninox novaeseelandiae) sous le protonyme Ninox novaeseelandiae rotiensis mais le 20 janvier 2019, lors de la mise à jour 9.1 de sa classification de référence, l'Union internationale des ornithologues a décidé d'en faire une espèce à part entière.

### Étymologie
Son épithète spécifique, composée de roti et du suffixe latin -ensis, « qui vit dans, qui habite », lui a été donnée en référence à sa localité type, l'île de Rote.

### Publication originale
- (en) R. E. Johnstone et J. C. Darnell, « Description of a New Subspecies of BooBook Owl Ninox novaeseelandiae (Gmelin) From Roti Island, Indonesia », Western Australian Naturalist, Australie, vol. 21, no 3,‎ 1997, p. 161-173 (ISSN 0726-9609, lire en ligne, consulté le 14 juillet 2024).